# Obenheim
Ne doit pas être confondu avec Ohnenheim ou Oberheim.
Obenheim [obənaim] est une commune française située dans la circonscription administrative du Bas-Rhin et, depuis le 1er janvier 2021, dans le territoire de la Collectivité européenne d'Alsace, en région Grand Est.
Cette commune se trouve dans la région historique et culturelle d'Alsace.

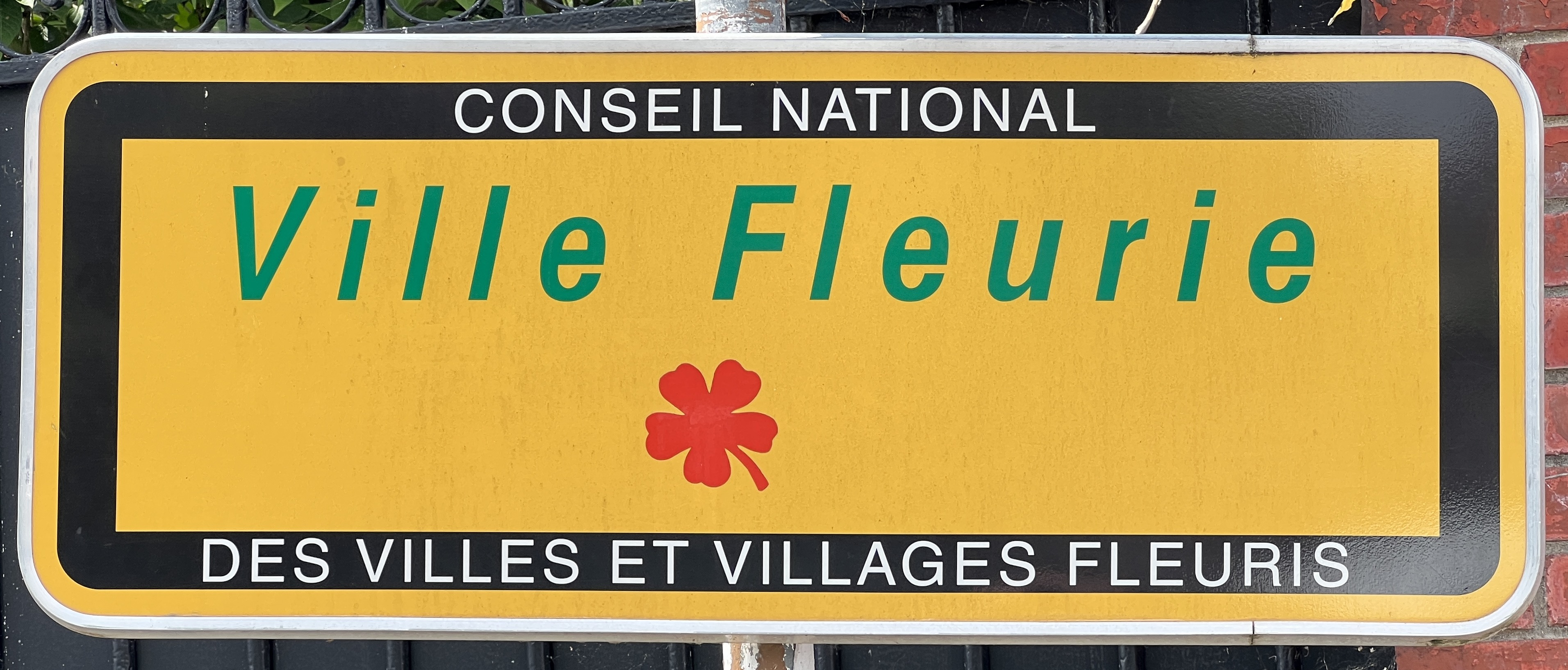
La récompense « Ville Fleurie », également connue sous le nom de « Villes et Villages fleuris », anciennement appelée concours, a été créée en 1959 en France pour promouvoir le fleurissement, l'environnement de vie et les espaces verts.

## Géographie

### Localisation
Le village est situé entre le canal du Rhône au Rhin et le Rhin lui-même, au nord du Ried, à environ 27 km au sud de Strasbourg.

### Communes limitrophes
Les communes limitrophes sont Boofzheim, Daubensand, Gerstheim, Herbsheim et Rhinau.
|           | Gerstheim |            |
| Herbsheim | Oberheim  | Daubensand |
|           | Boofzheim | Rhinau     |

### Hydrographie

#### Réseau hydrographique
La commune est dans le bassin versant du Rhin au sein du bassin Rhin-Meuse. Elle est drainée par le canal du Rhone au Rhin, le ruisseau Muhlbach de Gerstheim, le ruisseau le Krummgraben, le ruisseau le Muhlbach de Daubensand, le ruisseau Hanfgraben, le ruisseau la Vieille Weil, le ruisseau la Weil, le ruisseau le Ridegraben et le ruisseau Wurmsgraben,.
Le canal du Rhône au Rhin, d'une longueur de 133 km, relie la Saône, affluent navigable du Rhône, au Rhin, par la vallée du Doubs et son prolongement en Haute Alsace jusqu'à Niffer sur le Rhin, un autre prolongement rejoignant Strasbourg par la canalisation de l'Ill. 
Le ruisseau Muhlbach de Gerstheim, d'une longueur de 25 km, prend sa source dans la commune de Sundhouse et se jette  dans la canal d'alimentation du Bassin de Plobsheim à Erstein, après avoir traversé neuf communes. 

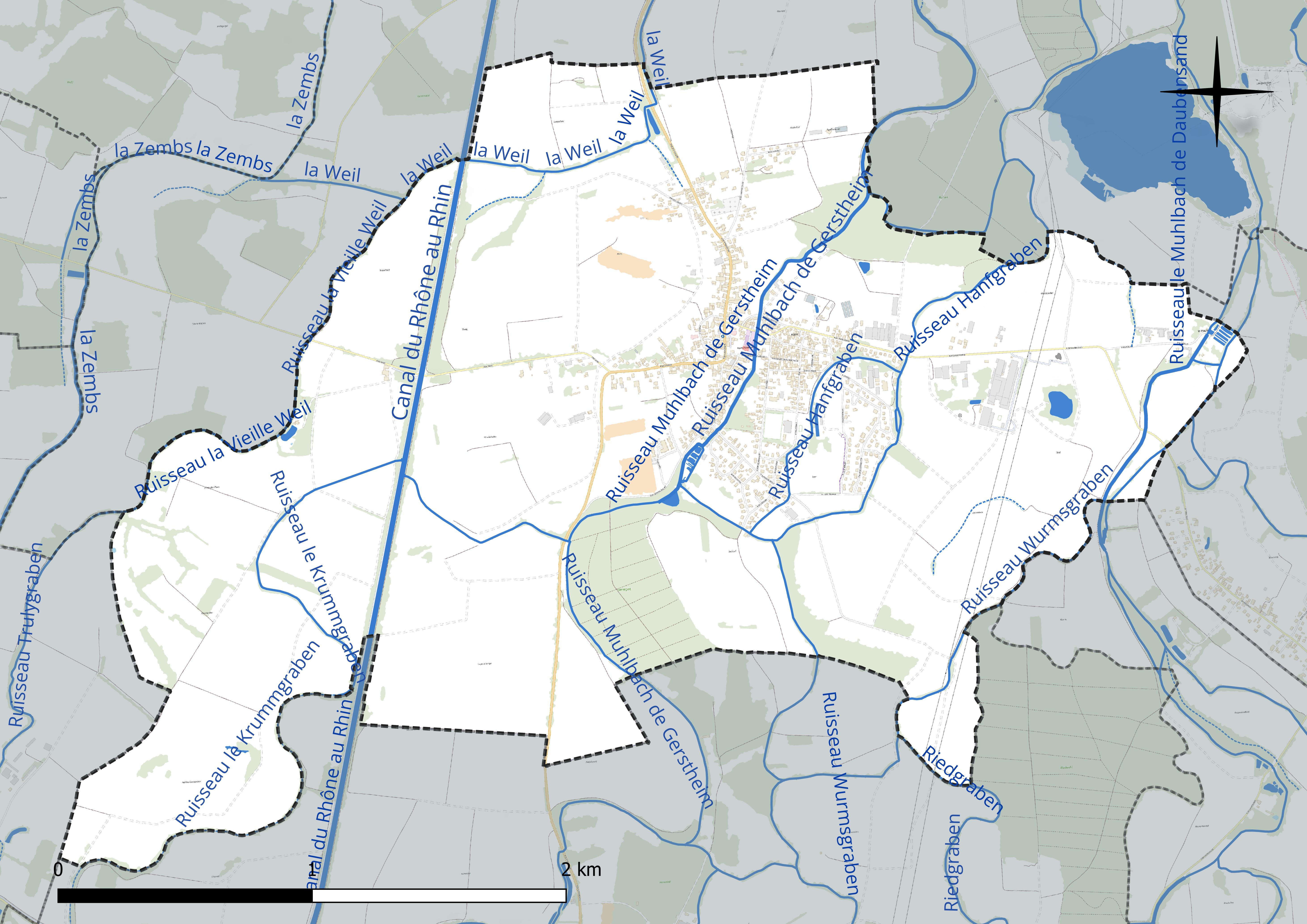
Réseau hydrographique d'Obenheim.

#### Gestion et qualité des eaux
Le territoire communal est couvert par le schéma d'aménagement et de gestion des eaux (SAGE) « Ill Nappe Rhin ». Ce document de planification concerne la nappe phréatique rhénane, les cours d'eau de la plaine d'Alsace et du piémont oriental du Sundgau, les canaux situés entre l'Ill et le Rhin et les zones humides de la plaine d'Alsace. Le périmètre s’étend sur 3 596 km2. Il a été approuvé le 17 janvier 2005. La structure porteuse de l'élaboration et de la mise en œuvre est la région Grand Est. 
La qualité des cours d’eau peut être consultée sur un site dédié géré par les agences de l’eau et l’Agence française pour la biodiversité.

#### Risques d'inondation
La vallée de l'Ill comme l'ensemble du département a connu plusieurs inondations importantes. On peut citer au 20e siècle, les crues de 1910, 1919, 1947, 1955, 1983 et 1990 notamment qui ont causé de nombreux dégâts (destructions de ponts, inondations de zones industrielles et d’ agglomérations). Les inondations de l'Ill ont lieu essentiellement en période hivernale et printanière à la suite de pluies abondantes parfois associées à la fonte du manteau neigeux. Les crues de 1983 et de 1990 ont présenté une période de retour entre 20 et 50 ans. Afin d'anticiper et de gérer une éventuelle inondation, un Plan de prévention des risques d'inondation de l'lll  a été approuvé par arrêté préfectoral le 30 janvier 2020. 
6 % de la superficie du ban communal sont concernés par le risque inondation. Situées à l’Ouest du territoire, au-delà du Canal du Rhône au Rhin, les zones inondables correspondent à des zones naturelles et agricoles préservées pour l'expansion des crues.

### Climat
Pour des articles plus généraux, voir Climat du Grand Est et Climat du Bas-Rhin.
En 2010, le climat de la commune est de type climat des marges montargnardes, selon une étude du Centre national de la recherche scientifique s'appuyant sur une série de données couvrant la période 1971-2000. En 2020, Météo-France publie une typologie des climats de la France métropolitaine dans laquelle la commune est exposée à un climat semi-continental et est dans la région climatique  Alsace, caractérisée par une pluviométrie faible, particulièrement en automne et en hiver, un été chaud et bien ensoleillé, une humidité de l’air basse au printemps et en été, des vents faibles et des brouillards fréquents en automne (25 à 30 jours). 
Pour la période 1971-2000, la température annuelle moyenne est de 10,7 °C, avec une amplitude thermique annuelle de 17,8 °C. Le cumul annuel moyen de précipitations est de 634 mm, avec 8,3 jours de précipitations en janvier et 9,6 jours en juillet. Pour la période 1991-2020, la température moyenne annuelle observée sur la station météorologique de Météo-France la plus proche, « Strasbourg-Entzheim », sur la commune d'Entzheim à 20 km à vol d'oiseau, est de 11,4 °C et le cumul annuel moyen de précipitations est de 635,7 mm. 
La température maximale relevée sur cette station est de 38,9 °C, atteinte le 25 juillet 2019 ; la température minimale est de −23,6 °C, atteinte le 23 janvier 1942,,. 
Les paramètres climatiques de la commune ont été estimés pour le milieu du siècle (2041-2070) selon différents scénarios d'émission de gaz à effet de serre à partir des nouvelles projections climatiques de référence DRIAS-2020. Ils sont consultables sur un site dédié publié par Météo-France en novembre 2022.

## Urbanisme

### Typologie
Au 1er janvier 2024, Obenheim est catégorisée bourg rural, selon la nouvelle grille communale de densité à sept niveaux définie par l'Insee en 2022.
Elle est située hors unité urbaine. Par ailleurs la commune fait partie de l'aire d'attraction de Strasbourg (partie française), dont elle est une commune de la couronne,. Cette aire, qui regroupe 268 communes, est catégorisée dans les aires de 700 000 habitants ou plus (hors Paris),.

### Occupation des sols

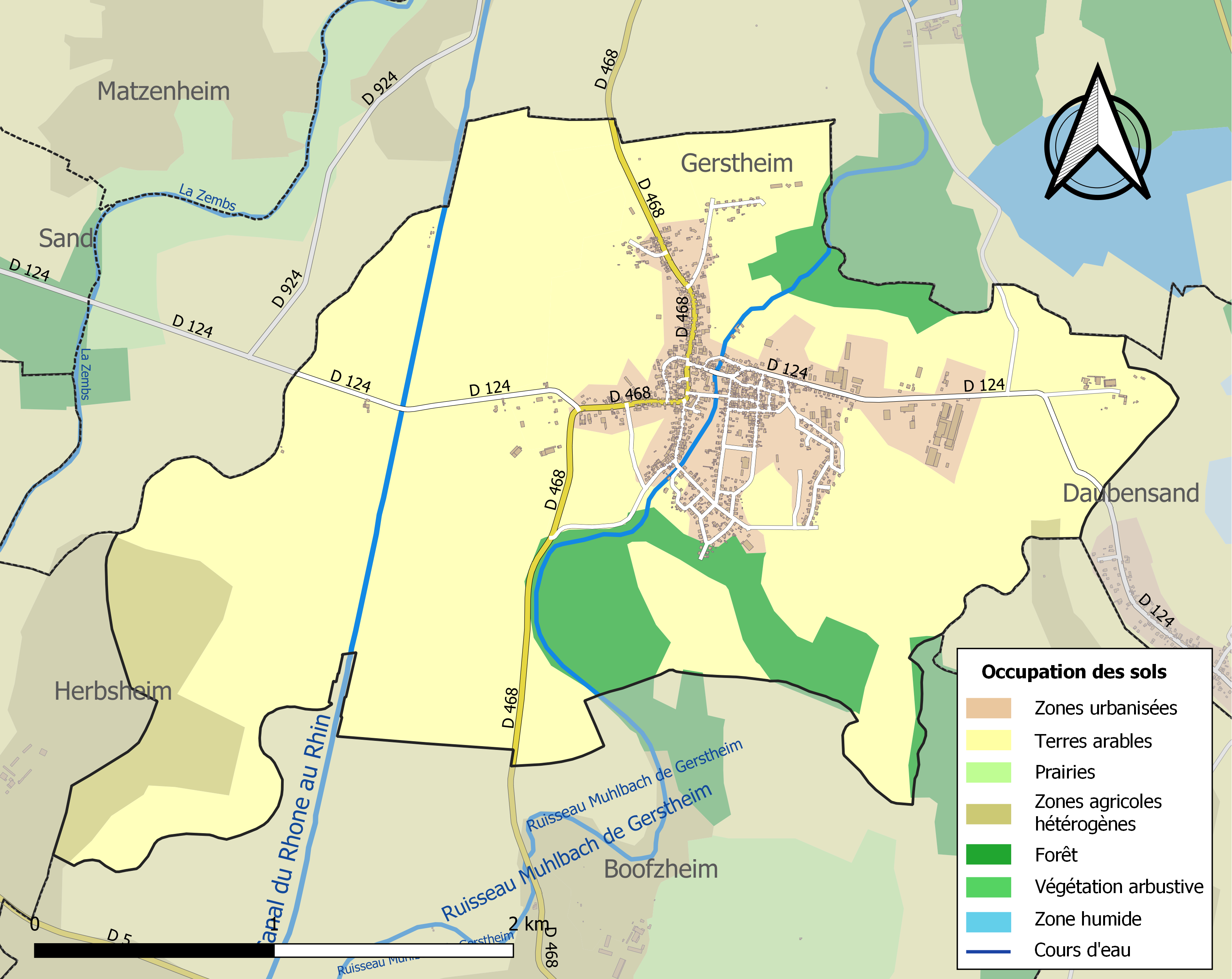
Carte des infrastructures et de l'occupation des sols de la commune en 2018 (CLC).

L'occupation des sols de la commune, telle qu'elle ressort de la base de données européenne d’occupation biophysique des sols Corine Land Cover (CLC), est marquée par l'importance des territoires agricoles (79,8 % en 2018), en diminution par rapport à 1990 (80,7 %). La répartition détaillée en 2018 est la suivante : terres arables (66,2 %), zones urbanisées (11,4 %), forêts (8,8 %), cultures permanentes (8 %), zones agricoles hétérogènes (5,6 %). L'évolution de l’occupation des sols de la commune et de ses infrastructures peut être observée sur les différentes représentations cartographiques du territoire : la carte de Cassini (XVIIIe siècle), la carte d'état-major (1820-1866) et les cartes ou photos aériennes de l'IGN pour la période actuelle (1950 à aujourd'hui).

## Histoire

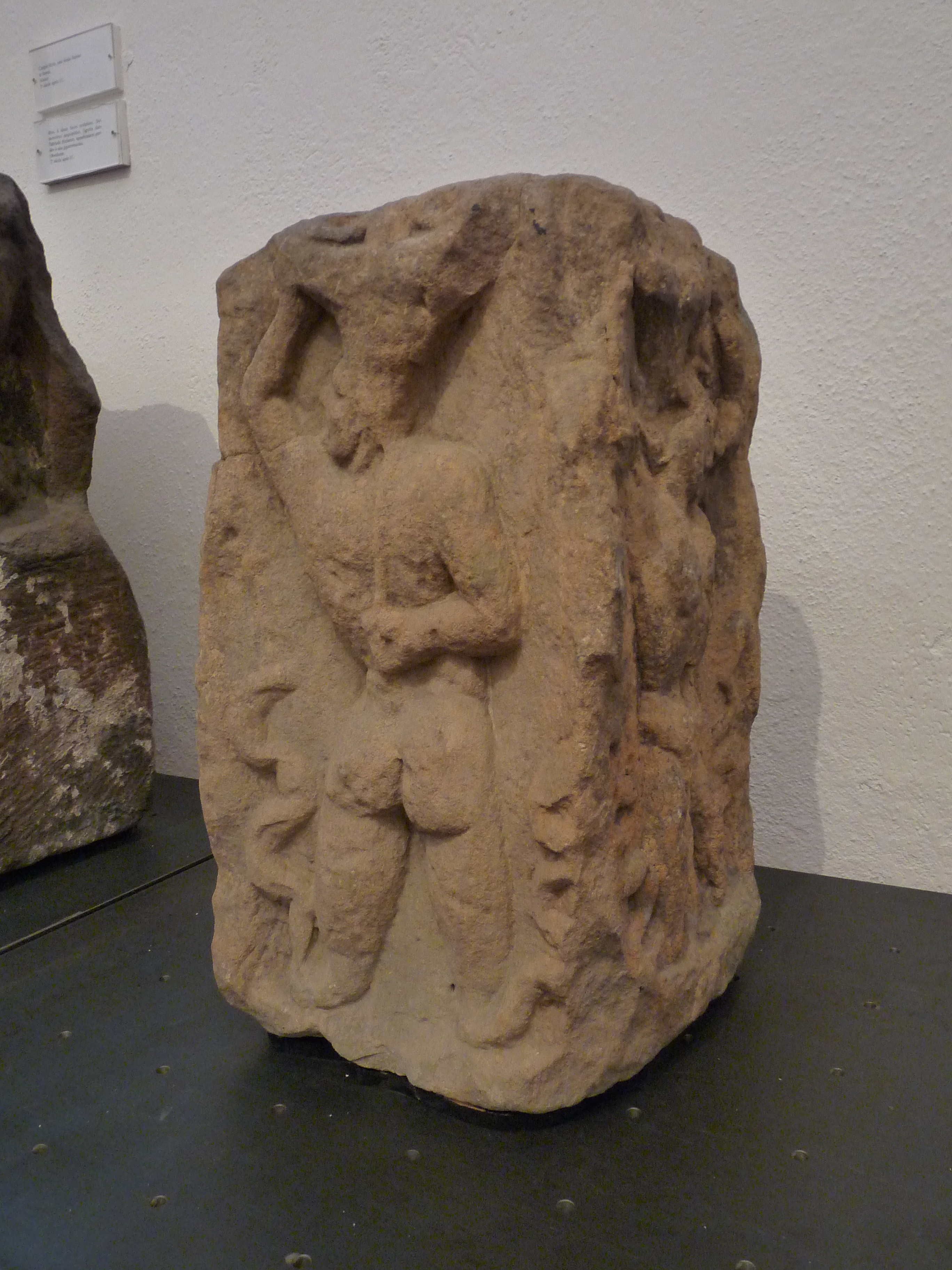
Monstres anguipèdes sur un bloc sculpté du IIe siècle (Musée archéologique de Strasbourg).

### Première Guerre mondiale
Comme bon nombre de communes, Obenheim ne fut pas épargnée par les événements tragiques de ce début de siècle. 

### Seconde Guerre mondiale
Durant l'hiver 1944-1945, Obenheim fut le théâtre de la résistance héroïque des soldats de la 1re DFL pour sauver Strasbourg de l'opération Nordwind lancée par les troupes allemandes depuis la poche de Colmar. Après avoir tenu leurs positions, les troupes françaises se replient sur Boofzheim puis sur Obenheim dans la nuit du 8 au 9 janvier 1945. Le BM24 se retrouve encerclé dans le village d'Obenheim et cela malgré les tentatives de désengagement de la part des troupes situées à Benfeld. L'ordre de résister jusqu'au bout leur est donné. Les soldats en viennent rapidement à affronter les chars Tigre allemands au fusil et la grenade. Une pluie incessante d'obus s'abat sur le village qui n'est plus qu'un immense brasier. Les incitations allemandes à la reddition sont rejetées. Le 11 janvier, les troupes allemandes, supérieures en nombre malgré de lourdes pertes, submergent les défenseurs du village qui, à court de munition, détruisent leur équipement avant de se rendre et d'être envoyés en Allemagne.

### Héraldique
| Blason de Obenheim | Blason  | D'azur à la bande d'or accompagnée, en chef, d'un bouquetin saillant d'argent accorné et onglé aussi d'or et, en pointe, d'une bâtisse à colombage aussi d'argent posée sur un mont cousu de sinople mouvant de la pointe. |
| Blason de Obenheim | Détails | |

## Politique et administration
| Période                                  | Période                   | Identité                                    | Étiquette | Qualité |
| ---------------------------------------- | ------------------------- | ------------------------------------------- | --------- | ------- |
| mars 2001                                | mars 2008                 | Roger Karst                                 |           |         |
| mars 2008                                | En cours (au 31 mai 2020) | Rémy Schenk, Réélu pour le mandat 2020-2026 |           |         |
| Les données manquantes sont à compléter. |                           |                                             |           |         |

## Démographie
L'évolution du nombre d'habitants est connue à travers les recensements de la population effectués dans la commune depuis 1793. Pour les communes de moins de 10 000 habitants, une enquête de recensement portant sur toute la population est réalisée tous les cinq ans, les populations de référence des années intermédiaires étant quant à elles estimées par interpolation ou extrapolation. Pour la commune, le premier recensement exhaustif entrant dans le cadre du nouveau dispositif a été réalisé en 2008.

En 2022, la commune comptait 1 381 habitants, en évolution de +0,07 % par rapport à 2016 (Bas-Rhin : +3,17 %, France hors Mayotte : +2,11 %).
| 1793 | 1800 | 1806 | 1821 | 1831 | 1836 | 1841 | 1846 | 1851 |
| ---- | ---- | ---- | ---- | ---- | ---- | ---- | ---- | ---- |
| 523  | 425  | 497  | 699  | 750  | 722  | 724  | 784  | 870  |

| 1856 | 1861 | 1866 | 1871 | 1875 | 1880 | 1885 | 1890 | 1895 |
| ---- | ---- | ---- | ---- | ---- | ---- | ---- | ---- | ---- |
| 870  | 918  | 922  | 932  | 851  | 877  | 873  | 856  | 857  |

| 1900 | 1905 | 1910 | 1921 | 1926 | 1931 | 1936 | 1946 | 1954 |
| ---- | ---- | ---- | ---- | ---- | ---- | ---- | ---- | ---- |
| 835  | 880  | 892  | 832  | 808  | 885  | 816  | 838  | 864  |

| 1962 | 1968  | 1975  | 1982  | 1990  | 1999  | 2006  | 2008  | 2013  |
| ---- | ----- | ----- | ----- | ----- | ----- | ----- | ----- | ----- |
| 901  | 1 042 | 1 127 | 1 130 | 1 078 | 1 214 | 1 352 | 1 390 | 1 405 |

| 2018  | 2022  | - | - | - | - | - | - | - |
| ----- | ----- | - | - | - | - | - | - | - |
| 1 338 | 1 381 | - | - | - | - | - | - | - |

## Jumelages
- Molières (Dordogne) (France) ;
- Ouessant (France) ;
- Alles-sur-Dordogne (France).

Obenheim s'est jumelée avec deux autres cités du Périgord en juillet 2007 :
- Alles-sur-Dordogne (24480) ;
- Cadouin (24480).

Comme pour Molières, Obenheim a été évacuée dans ces villages entre 1939 et 1940.

## Lieux et monuments
- Église protestante d'Obenheim.
- Lotissement des Jardins créé en 1997 situé à la sortie du village en direction de Daubensand.

## Personnalités liées à la commune
- Frédéric Henri Walther (1761-1813), général et comte d'Empire.
- Jean Bertoli (1917-1998), résistant français, Compagnon de la Libération, décédé à Obenheim.